# 奧州市
奧州市（日语：／ Ōshū shi */?）是位於日本岩手縣西南部的市，為岩手縣內人口第二多的城市，也是縣内面積第三大的城市。市名取自日本在律令制時期設置的令制國-陸奧國的別名「奧州」。北上川流經市中心旁並往南流，當地人口則集中在水澤車站與江刺總合支所的周邊地區等地。奥州市在平安時代後期由奥州藤原氏統治，至江戶時代則作為水澤伊達家的城下町與奧州街道的宿場町而相當繁榮。
奧州市為岩手縣內主要的稻米生產區，並且以前澤牛等和牛品牌而聞名。當地現時也致力於發展源自於奧州藤原氏的南部鐵器、岩谷堂簞笥和秀衡塗等傳統產業。奧州市為日本職業棒球選手大谷翔平的故鄉。而當地也是臺灣總督府第三任民政長官後藤新平的出生地。

## 地理
奧州市境內約55%的面積被森林覆蓋，22%的土地為農業用地。西部坐落著以海拔1845公尺的燒石岳為中心的山岳地帶，並且位於栗駒國定公園的範圍內。同時西部地帶也包括由膽澤川沖積而成的膽澤沖積扇，為日本面積最大的沖積扇之一。東部為鄰近北上山地的緩坡與平坦地帶。南部則坐落著由北上川支流沖積而成的平坦地帶與西部地區的部分山岳，其地勢起伏較大。北上川流經市中心旁並往南流。膽澤川則由西往東流經北部的邊界地帶，並且在北邊與平泉町的交界地帶注入北上川。

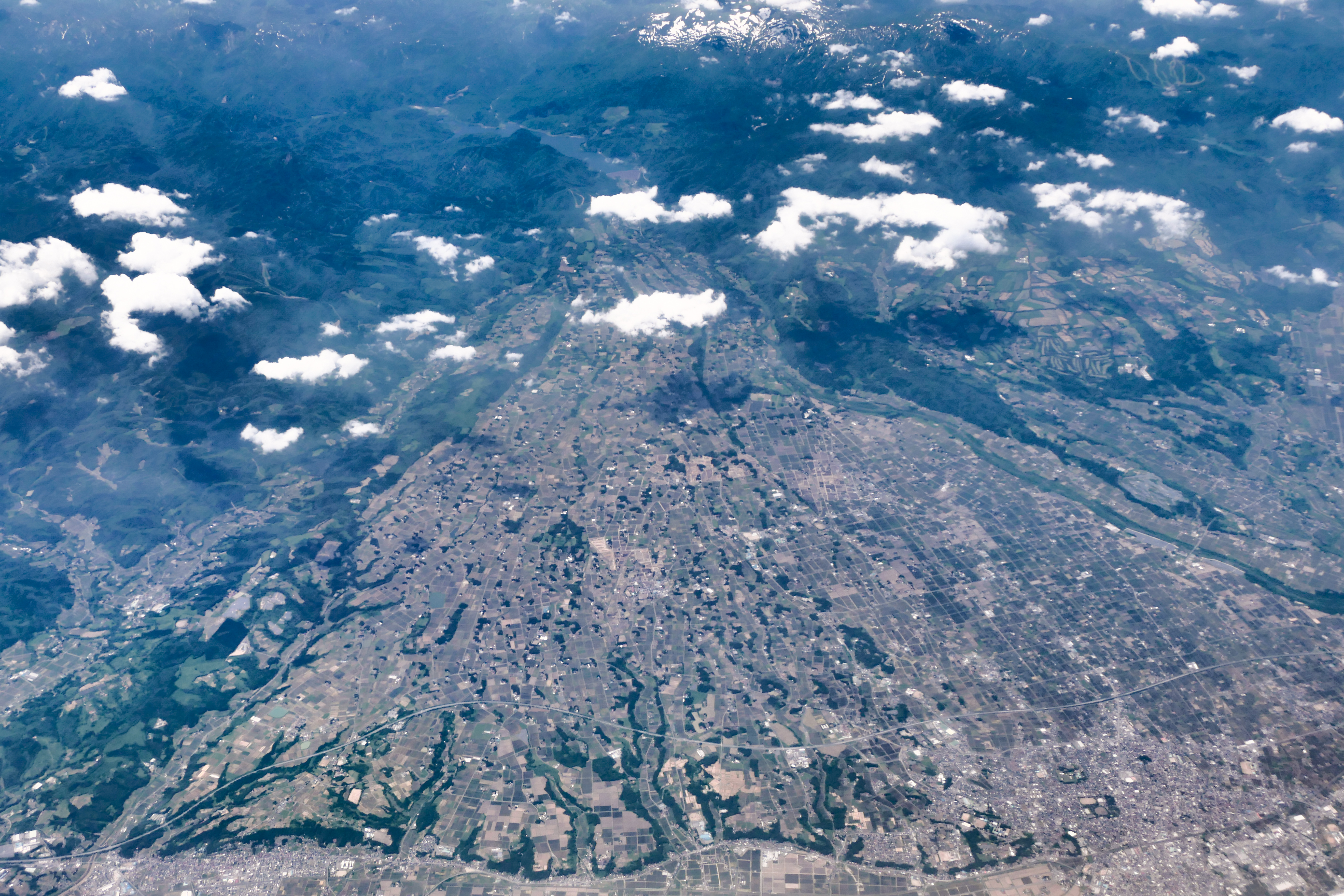
膽澤沖積扇

### 氣候
奧州市受到境內的地形影響，因此氣候較為複雜。西部的膽澤沖積扇全年降雨量多，冬季則寒冷且多雪。位於中央地帶的北上川縱谷屬於內陸型的盆地氣候，夏季炎熱且冬季寒冷。

## 歷史

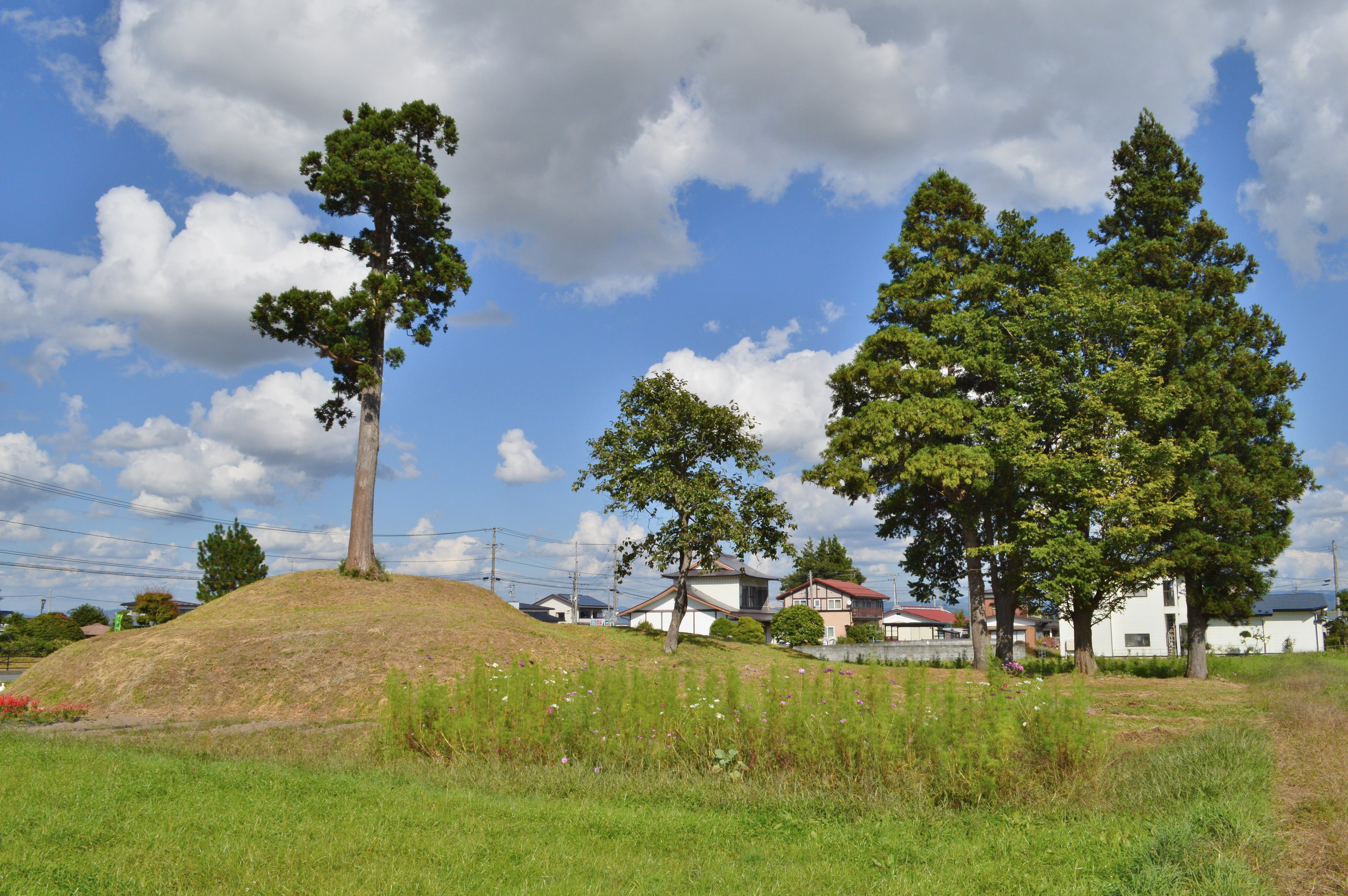
角塚古墳

奧州市自舊石器時代便有人類居住，市內除發掘出同時代的上萩森遺跡外，也發掘出屬於繩紋時代的大清水上遺跡、杉之堂遺跡等遺址。位於膽澤南都田的角塚古墳推測建於古墳時代的5世紀中期至6世紀初，為日本本島最北端的前方後圓墳，並於近代被指定為日本的史跡。而角塚古墳内的出土文物包括各種形狀的形象埴輪等。天平元年（729年），僧侶行基在現今的水澤黑石町建立東光山藥師寺（後來的黑石寺）。

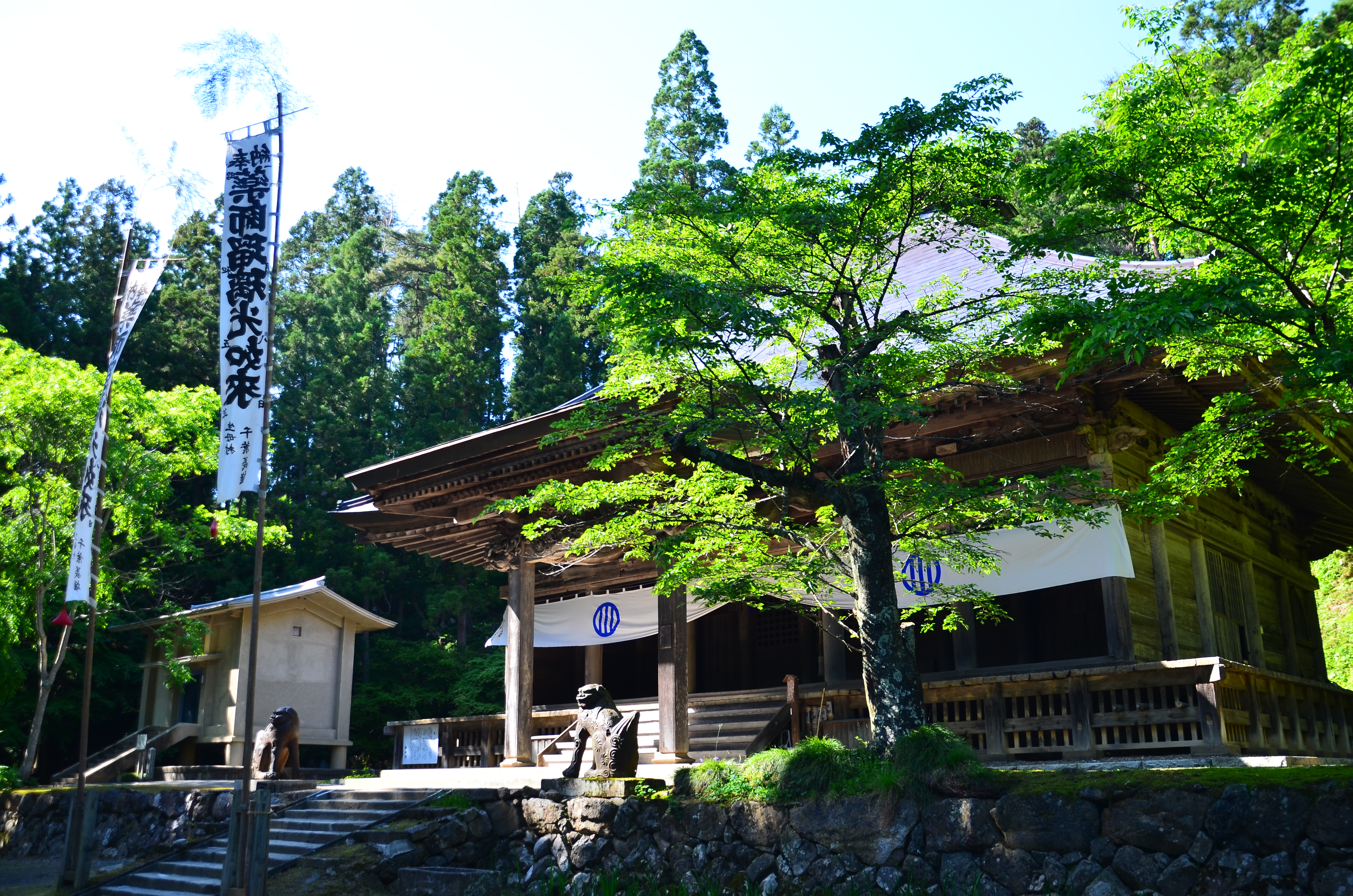
黑石寺

「膽澤」此一地名在史料中的最早記錄可追溯至平安時代。當時《續日本記》在寶龜7年（776年）的條目中記載「派遣陸奧國的軍隊三千名討伐膽澤的盜賊」。續日本記也在延曆8年（789年）的條目中記載膽澤地區為「水陸萬頃」之地，意指當地的土地與水資源相當豐饒。
奈良時代後期，日高見國和大和王權之間的三十八年戰爭爆發後，俘囚首領伊治呰麻呂先於寶龜11年（780年）殺害東北地方的大領與按察使並引起叛亂。延曆8年（789年），日高見國的領導人阿弖流為和母禮率領大軍在巢伏之戰中大勝朝廷軍，該戰役的戰場即位於現今的奧州市內。延曆21年（802年），阿弖流為和母禮與征夷大將軍坂上田村麻呂求和，並率領500餘人向朝廷投降，然而兩人仍在同年8月於河內國（現大阪府）被處死。動亂結束後，坂上田村麻呂在水澤地區建造膽澤城，並於延曆23年（804年）設置膽澤郡。大同3年（808年），朝廷將原本設於多賀城的鎮守府轉移至膽澤城。而膽澤城的遺跡則於近代被指定為日本的史跡。
平安時代後期，以衣川為據點的豪族安倍氏統治陸奧國中部的六郡（奧六郡）。前九年之役中，源賴義和源義家在出羽國豪族清原氏的協助下，於康平5年（1062年）攻破廚川柵並殺死安倍貞任，安倍氏至此滅亡。平安時代末期，奥州藤原氏初代家祖藤原清衡將根據地從江刺郡的豐田館轉移至磐井郡的平泉（現平泉町），並在當地開啟約100年的黃金文化時代。 
鎌倉時代，源賴朝於文治5年（1189年）在奧州合戰中消滅奥州藤原氏，並在戰後任命御家人葛西清重擔任奧州總奉行。根據《吾妻鏡》的記載，葛西清重同時拜領奧州藤原氏的原領地膽澤郡、磐井郡和牡鹿郡等郡。而葛西氏的家臣也在水澤地區建造水澤城。貞和4年（1348年），無底良韶在水澤的黑石町建立正法寺，為東北地方第一座曹洞宗寺院。 
戰國時代末期，葛西氏的家臣柏山氏與江刺氏的勢力逐漸壯大，而葛西氏則與戰國大名伊達氏結盟，但與伊達氏的結盟及與柏山氏的軍事衝突也削弱了葛西氏的勢力。天正18年（1590年），葛西氏因未參與小田原之戰，而在奧州仕置中被豐臣秀吉沒收領地，並將葛西氏原本的領地賜給他的家臣木村吉清。同年，舊葛西氏和大崎氏領地（現岩手縣南部與宮城縣）的人民發動葛西大崎一揆。然而前去平定叛亂的伊達政宗被指控涉嫌煽動一揆。因此動亂結束後，豐臣秀吉從伊達政宗手中收走伊達郡和政宗所征服的會津地區，並將舊葛西和大崎領地交給政宗。伊達政宗在大崎地區建立自己的居所岩出山城，奧州地區則在仙台藩成立後成為伊達氏的領地。 
伊達正宗轉封至陸奧國後，在與南部氏領地相接的膽澤郡與江刺郡建立多處軍事據點與要害。元和2年（1616年），水澤伊達家（留守氏）第二代當主留守宗利移封至金崎要害，並於寬永6年（1629年）再轉封至水澤城。此後水澤地區由水澤伊達家統治至幕末時期。江戶時代，由於水澤地區位於奧州街道、秋田街道和黑石街道等各街道的交會處，並且和乙女川與北上川的河運據點相連，因此當地作為城下町與宿場町而相當繁榮。 
明治22年（1889年）4月1日，日本在當地實施町村制，並設置衣川村等行政區劃。昭和29年（1954年）4月1日，水澤町、佐倉河村、真城村、姉體村、羽田村和黑石村合併成水澤市。同年4月1日，古城村、白山村與生母村合併成前澤町。昭和33年（1958年）11月3日，岩谷堂町、愛宕村、藤里村、田原村、伊手村、米里村、玉里村、梁川村、廣瀨村與稻瀨村合併成江刺市。昭和42年（1967年）4月1日，小山村、南都田村與若柳村合併成膽澤町。平成18年（2006年）2月20日，水澤市、江刺市、前澤町、膽澤町與衣川村合併成現今的奧州市。 
2011年3月11日的日本東北地方太平洋近海地震在奧州市引發震度5強至6弱的地震，並造成當地共6人受傷與64棟住宅部分毀損。震災發生後，奧州市全市停電約52小時，除膽澤以外的地區則發生斷水與電話通訊中斷的問題。同年4月7日的餘震也在奧州市引發震度5強至6弱的地震，並造成當地共15人受傷、51棟住宅全毀與415棟住宅嚴重毀損或是半毀。根據統計，上述兩起地震使奧州市的公共設施受損總額高達約82億5201萬日圓。

## 行政
現任市長倉成淳於2022年3月在選舉中當選，其任期將持續至2026年3月。

## 人口
奧州市的人口分佈自1980年以來便呈現少子化和人口高齡化的趨勢。市內的總人口數在1995年達到最大值13萬3228人，但自2000年以後便逐年減少。而根據統計，2020年奧州市的高齡人口比例為35.6%，平均每三位市民中就有一位是高齡者。而奧州市的高齡人口比例預估2044年將達到44%。同時當地20歲至39歲的女性人口數也自1980年以來逐步下滑。根據統計，2015年奧州市20歲至39歲的女性人口數與1980年相比減少約40%，預估2045年將減少1980年數值的約70%。
| 奧州市人口分布圖 |                                               |  |
| 奧州市與日本全國年齡別人口分布比較圖 （2005年資料） | 奧州市的年齡、男女別人口分布圖 （2005年資料） |  |
| ■紫色是奧州市 ■綠色是全国 | ■藍色是男性 ■紅色是女性                       |  |
| 奧州市人口變化 \| 1970年 \| 126,304人 \| \| \| 1975年 \| 126,908人 \| \| \| 1980年 \| 130,318人 \| \| \| 1985年 \| 132,039人 \| \| \| 1990年 \| 132,116人 \| \| \| 1995年 \| 133,228人 \| \| \| 2000年 \| 133,056人 \| \| \| 2005年 \| 130,171人 \| \| \| 2010年 \| 124,746人 \| \| \| 2015年 \| 119,422人 \| \| \| 2020年 \| 112,937人 \| \| |                                               |  |
| 資料來源：日本總務省統計中心提供之人口普查數據 |                                               |  |
| 1970年 | 126,304人                                     |  |
| 1975年 | 126,908人                                     |  |
| 1980年 | 130,318人                                     |  |
| 1985年 | 132,039人                                     |  |
| 1990年 | 132,116人                                     |  |
| 1995年 | 133,228人                                     |  |
| 2000年 | 133,056人                                     |  |
| 2005年 | 130,171人                                     |  |
| 2010年 | 124,746人                                     |  |
| 2015年 | 119,422人                                     |  |
| 2020年 | 112,937人                                     |  |

## 經濟
根據日本2020年的國勢調查統計，奧州市的就業人口中有13%從事第一級產業，29.6%的就業人口從事第二級產業，其餘的57.4%則從事第三級產業。當地的農業以生產稻米、大豆、彩椒、番茄、黃瓜、江刺蘋果等農產品為主。奧州市為岩手縣内主要的稻米生產區，其生產的稻米品牌包括「一見鍾情」、「金色之風」與「江刺金札米」等。但近年來當地從事農業的就業人口數也受到農村人口減少和生產者高齡化等影響，出現勞動力不足的狀況。畜牧業方面，奧州市生產的和牛品牌包括奧州牛、江刺牛與前澤牛。其中前澤牛曾在日本的全國食用牛枝肉共勵會等全國性的品評會上多次榮獲日本第一，為當地著名的和牛品牌之一。
由於奧州市內擁有正法寺、燒石連峰、白鳥館遺跡等歷史與自然景點，因此吸引許多遊客前來。根據統計，2002年至2010年奧州市每年約有214.1萬至290.4萬名遊客到訪。2011年受到東日本大震災的影響下降至192.2萬人。而奧州市致力於發展源自於奧州藤原氏的南部鐵器、岩谷堂簞笥和秀衡塗等傳統產業。

## 教育
奧州市内共有18所小學校、7所中學校與8所高等學校。根據2023年5月的統計，市內共有4991名小學生、2754名中學生與2289名高等學校的學生。

## 交通
東北自動車道、國道4號與國道456號以南北向分別穿越奥州市的中央地帶與東部地區，國道343號往東南方延伸，國道397號則橫貫轄區的東西部。而東北自動車道則在市內的北部地區設置水澤交流道。鐵路方面，JR東日本的東北新幹線與東北本線分別通過奥州市的中央地帶與市中心。東北新幹線在市中心的東邊設置水澤江刺車站，東北本線則由北往南設置水澤車站、陸中折居車站與前澤車站。

## 姐妹城市
奧州市與以下日本行政區為友好姐妹城市:
| 市町村 | 都道府縣 | 締結日期 |
| ------ | -------- | -------- |
| 長沼町 | 北海道   | 1973年   |
| 厚真町 | 北海道   | 1984年   |
| 掛川市 | 靜岡縣   | 2010年   |

奧州市與以下外國行政區為友好姐妹城市:
| 國家   | 城市                        | 締結日期     |
| ------ | --------------------------- | ------------ |
|        | 雪帕頓（維多利亞州）        | 1979年3月3日 |
| 奥地利 | 羅伊特（提洛邦 羅伊特縣）   | 1991年3月7日 |
| 奥地利 | 布萊滕旺（提洛邦 羅伊特縣） | 1991年3月7日 |

## 外部連結
- 官方网站
- 奧州市的Facebook專頁
- 奧州市的X（前Twitter）